# Drosophila azteca
Drosophila azteca este o specie de muște din genul Drosophila, familia Drosophilidae, descrisă de Sturtevant și Theodosius Grigorievich Dobzhansky în anul 1936. Conform Catalogue of Life specia Drosophila azteca nu are subspecii cunoscute.